# Caberea megaceras
Caberea megaceras är en mossdjursart som beskrevs av Yanagi och Okada 1918. Caberea megaceras ingår i släktet Caberea och familjen Candidae. Inga underarter finns listade i Catalogue of Life.